# OneSpace
OneSpace est une société chinoise qui développe une famille de micro-lanceurs conçus pour placer en orbite basse des satellites de quelques centaines de kilogrammes. La société a été créée en 2015. Après deux vols suborbitaux réussis d'une version mono-étage effectués en 2018, elle a effectué un premier tir de son lanceur complet OS-M le 27 mars 2019 mais la fusée est perdue 47 secondes après avoir décollé à la suite d'une défaillance de son système de contrôle d'attitude. Le lanceur comprend trois étages à propergol solide conçu pour placer en orbite basse environ 200 kilogrammes. Les étages du lanceur sont fournis par les constructeurs institutionnels chinois.

## Historique
La société OneSpace fait partie de la dizaine de start-up chinoises (les plus connues sont iSpace et LandSpace) créées au cours de la décennie 2010 dans le but de se positionner sur le marché du lancement des petits satellites en développant une famille de micro-lanceurs. Ces créations font suite à la décision du gouvernement chinois prise en 2014 d'ouvrir ce secteur d'activité à la concurrence. Ces sociétés bénéficient d'une aide à la fois de l'agence nationale chargée de superviser les développements dans le domaine spatial (l'Administration d'État pour la Science, la Technologie et l'Industrie de la Défense nationale ou SASTIND) et du principal groupe industriel national impliqué dans le secteur spatial, la Société de sciences et technologies aérospatiales de Chine (CASC). OneSpace créée en 2015 a réussi à lever en 2018 environ 100 millions € sur le marché financier.
Le 17 mai 2018 elle a lancé pour la première fois sa fusée-sonde OS-X, une version mono-étage du lanceur, depuis le site d'Alxa en Chine. Le vol est un succès : la fusée atteint une altitude de 40 kilomètres. Un deuxième vol de cette fusée-sonde est effectué le 7 septembre 2018 depuis la base de lancement de Jiuquan. La fusée atteint une altitude de 35 kilomètres. Enfin le 27 mars un lanceur complet OS-M décolle de la base de Jiuquan pour un premier vol orbital qui doit placer en orbital un CubeSat 8U Lingque-1B de la société ZeoGLab. Mais le contrôle du lanceur est perdu 47 secondes après le décollage lors de la séparation du premier étage.

## Fusées-sondes et lanceurs développés ou proposés
La société a développé successivement deux fusées dont les étages sont tous basés sur des missiles militaires relativement anciens  :
- OS-X est une fusée-sonde mono-étage à propergol solide de 10 mètres de long, 85 centimètres de diamètre et 8,1 tonnes qui a effectué deux vols réussis en 2018. La poussée maximale du moteur-fusée est de 500 kilonewtons et la vitesse maximale est de 6,8 km/s[5].     .
- OS-M est un lanceur comprenant trois étages à propergol solide capable de placer une charge utile de 205 kilogrammes sur une orbite terrestre basse et 73 kilogrammes sur une orbite héliosynchrone de 800 kilomètres. Le dernier étage est identique à la fusée OS-X.